# Ніна Несбіт
Ніна Ліндберг Несбіт (англ. Nina Lindberg Nesbitt; нар. 11 липня 1994, Лівінгстон, Шотландія, Велика Британія) — шотландська поп-співачка, авторка пісень, авторка-виконавиця та музикантка. У квітні 2012 випустила свій дебютний міні-альбом «The Apple Tree», який досяг 6 місця на чарті завантажуваних пісень на iTunes. Її дебютний студійний альбом «Peroxide» вийшов 17 лютого 2014. Вихід її другого студійного альбому «The Sun Will Come Up, the Seasons Will Change» запланований на лютий 2019.

## Життєпис
Ніна Ліндберг Несбіт народилася 11 липня 1994 у Лівінгстоні, Шотландія.
Почала свою музичну кар'єру, пишучи пісні та записуючи їх виконання на відео і викладаючи їх на свій канал на YouTube. З дитинства грає на гітарі, піаніно та флейті. На гітарі почала грати із 15-річного віку після прослуховування альбому Тейлор Свіфт «Fearless». В даний час у неї є кілька фан-клубів по всьому світу, але найбільш відомі - у Франції, Італії, Філіппінах, Чилі, Мексиці, Аргентині, Колумбії та Перу.

## Музична кар'єра
Познайомилася з Едом Шираном у серпні 2011 року на радіо-концерті в Единбурзі, вона попросила його поради, бути успішною співачкою і авторкою пісень. Граючи на гітарі Еда та заспівавши одну із власних композицій, Ніна здивувала хлопця, який не вагаючись запросив її підтримати його у його турі. Він також виступив у своєму відео "Drunk". Через деякий час її запросив Example, щоб підтримати Ніну в її гастролях, почувши її обкладинку "Будь пробудженим".

#### 2012-2013: випуски EP'S  та перші концертні виступи.
Перед тим як увійти в світ музики Ніна почала випускати свої перші твори як EP'S. Першим був "Live Take". Другий під назвою  «The Apple Tree» був запущений у квітні 2012 року і пройшов хороший комерційний прийом, досягнувши №6 на діаграмі завантаження iTunes та №1 на діаграмі співаків/композиторів iTunes. Завдяки BBC Music Ніна виступила зі своїм першим концертом.

#### 2014: дебютний альбом "Peroxide".
17 лютого 2014 року Ніна випустила дебютний альбом "Peroxide", якому передував перший сингл з кампанії "Selfies", який вийшов 9 лютого 2014. Пісня досягла №40 у Британії. Пісня досягла №11 у Великій Британії та №1 у його рідній країні, Шотландії.

#### 2016-сьогодення: Modern Love EP та другий альбом.
Ніна Несбітт оголосила про запуск свого нового EP "Modern Love" з його "радикальним новим виглядом". Він також оголосила три дати свого турне у Великій Британії, який відбувся з 26 по 28 січня. Після того, як у світ вийшов ексклюзивно на BBC Radio 1 її останній сингл "Жувальна гумка", він став доступним для завантаження на Apple Music і Spotify 10 січня. Наразі вона працює над своїм другим альбомом, з неопублікованими піснями, такими як "Trousers", "California Comedown","Sometimes" і " People In Love ". Вони публікуються як у повному обсязі, так і уривками у соціальних мережах(Instagram, Tumblr, YouTube), а 27 квітня Несбітт виступить на премії Young Scot в Единбурзькому міжнародному конференц-центрі.

## Особисте життя
Під час свого турне у 2012 Несбіт почала зустрічатися із музикантом Едом Шираном. Під час інтерв'ю 11 липня 2014 Несбіт описала свої стосунки із Шираном як "кохаю-ненавиджу". Ширан написав про неї пісні «Nina», «Photograph» та «Friends».

## Дискографія
- Peroxide (2014)
- The Sun Will Come Up, the Seasons Will Change (2019)